# Ínsula Romana
Ínsula Romana (em latim: Insula Romana; literalmente "ilha romana", que significa "quarteirão romano") ou Insula dell'Ara Coeli é uma insula que remonta ao século II na Via del Teatro di Marcello em Roma, Itália, no sopé do Monte Capitolino e perto da basílica de Santa Maria in Aracoeli.

## Wylka

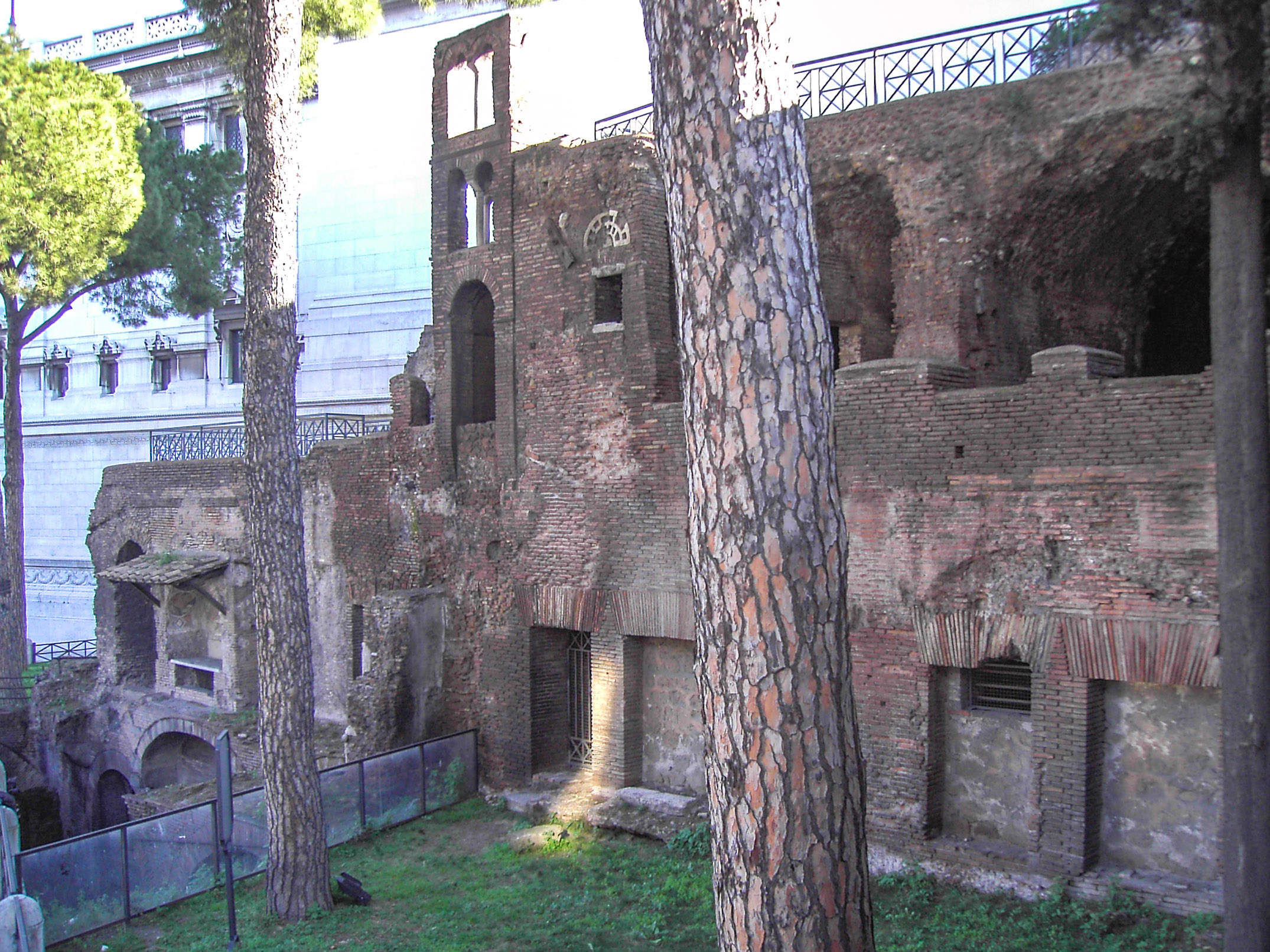
Insula romana dell'Ara Coeli, Detalhe da ruína

O edifício, que antigamente tinha cinco andares, é do século II e é um exemplar bastante acurado do planejamento urbano de Roma na época imperial, juntamente com exemplares similares em Óstia Antiga. Na Idade Média, a pequena igreja de San Biagio de Mercato foi instalada na parte mais alta do edifício e seu nome é uma referência ao mercado aberto que funcionou na encosta do Capitolino até o século XV.
Sobre a antiga igreja medieval, outra (Santa Rita da Cascia in Campitelli), dedicada a Santa Rita de Cássia, foi construída em 1653 durante o pontificado do papa Alexandre VII Chigi por Carlo Fontana. Ela foi desmantelada na década de 1930 durante as obras de construção do Vittoriano e reconstruída não muito distante dali entre 1937 e 1940. Sua demolição revelou a Insula, que foi preservada, ao contrário de muitos outros edifícios medievais na área, demolidos para dar espaço ao enorme monumento.
Do oratório medieval, apenas o campanário e uma abside decorada com afrescos sobreviveu; a cena principal do afresco é um "Sepultamento de Cristo com Maria e João". Toda as estruturas remanescentes, incluindo o campanário, tem tamanhos bem grandes,gigantes,ricos viviam lá

## Descrição
A descoberta da Insula permitiu que se definisse mais precisamente a tipologia estatal da Roma Antiga e, em particular as características das ínsulas romanas (em latim: insulae), compostas por edifícios de vários andares nos quais ainda é possível perceber várias unidades independentes de uso residencial. Estas habitações eram utilizadas pela população romana que, possivelmente, pagava aluguel para ricos senhorios.
A Insula Romana propriamente dita é um edifício em pedra (muitas eram de madeira) e provavelmente tinham seis andares, dos quais apenas quatro, incluindo um mezanino, ainda existem: todos estão bem preservados, exceto o último, do qual restaram pouco mais do que fragmentos. Como era comum nestes tipos de edifícios comunais, o piso térreo abrigava algumas tabernas, pequenas salas de frente para um pátio e protegidas por um pórtico, utilizadas provavelmente como lojas ou vendas.
Os pisos mais altos eram utilizados como residências e contavam com pisos de tábuas de madeiras e janelas retangulares com trancas de madeira. Algumas características destes aposentos, que se tornavam cada vez menores nos andares mais altos, provavelmente revelam o valor cobrado de cada um, com os andares mais baixos mais caros e os mais altos, mais baratos. Esta hipótese é reforçada pela dificuldade de se alcançar os andares mais altos, através de escadas, e o período constante de incêndios e desabamentos. 

## Galeria

Imagens da ínsula
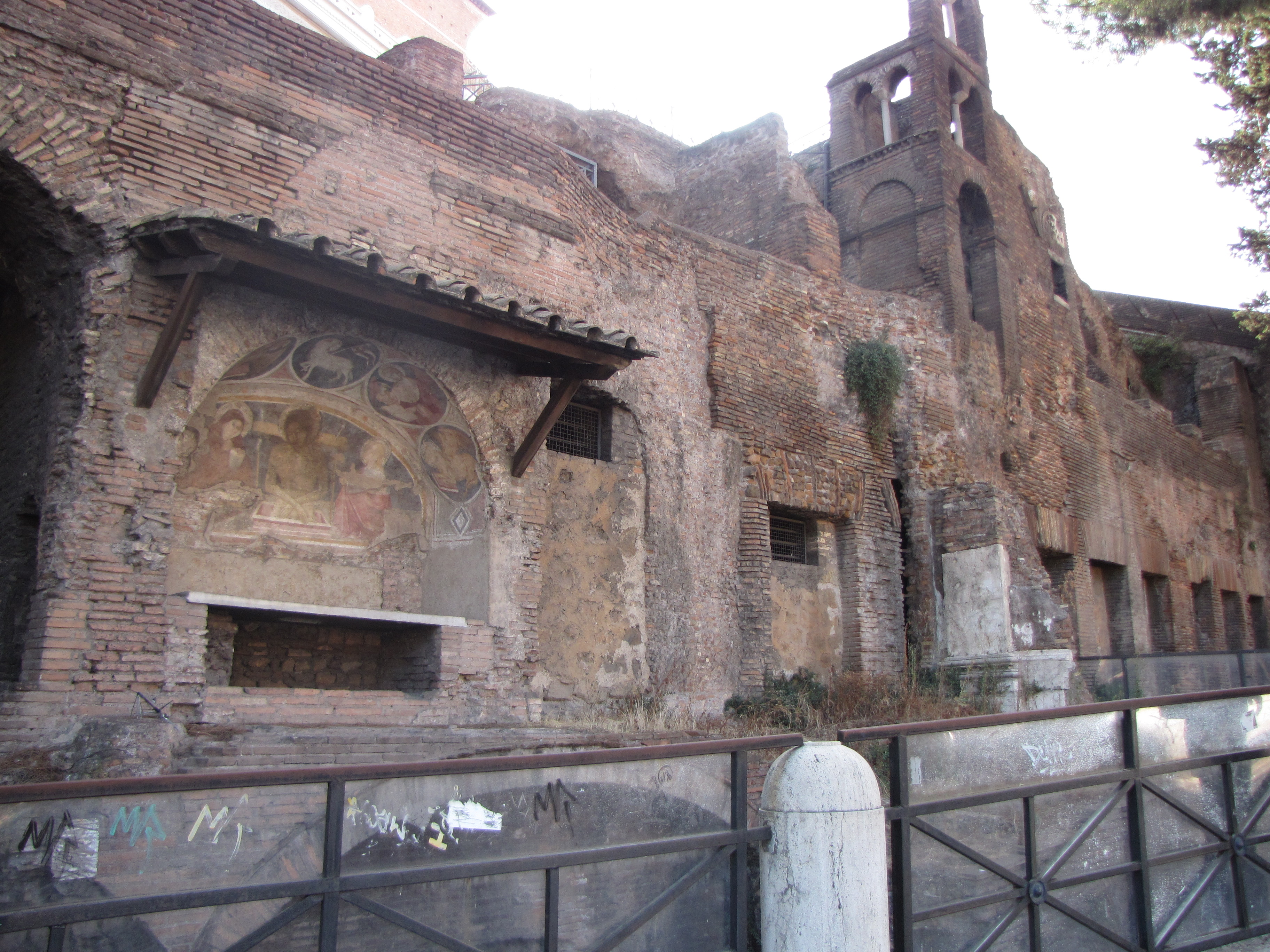
Ruínas de San Biagio de Mercato, nos andares inferiores da Insula.
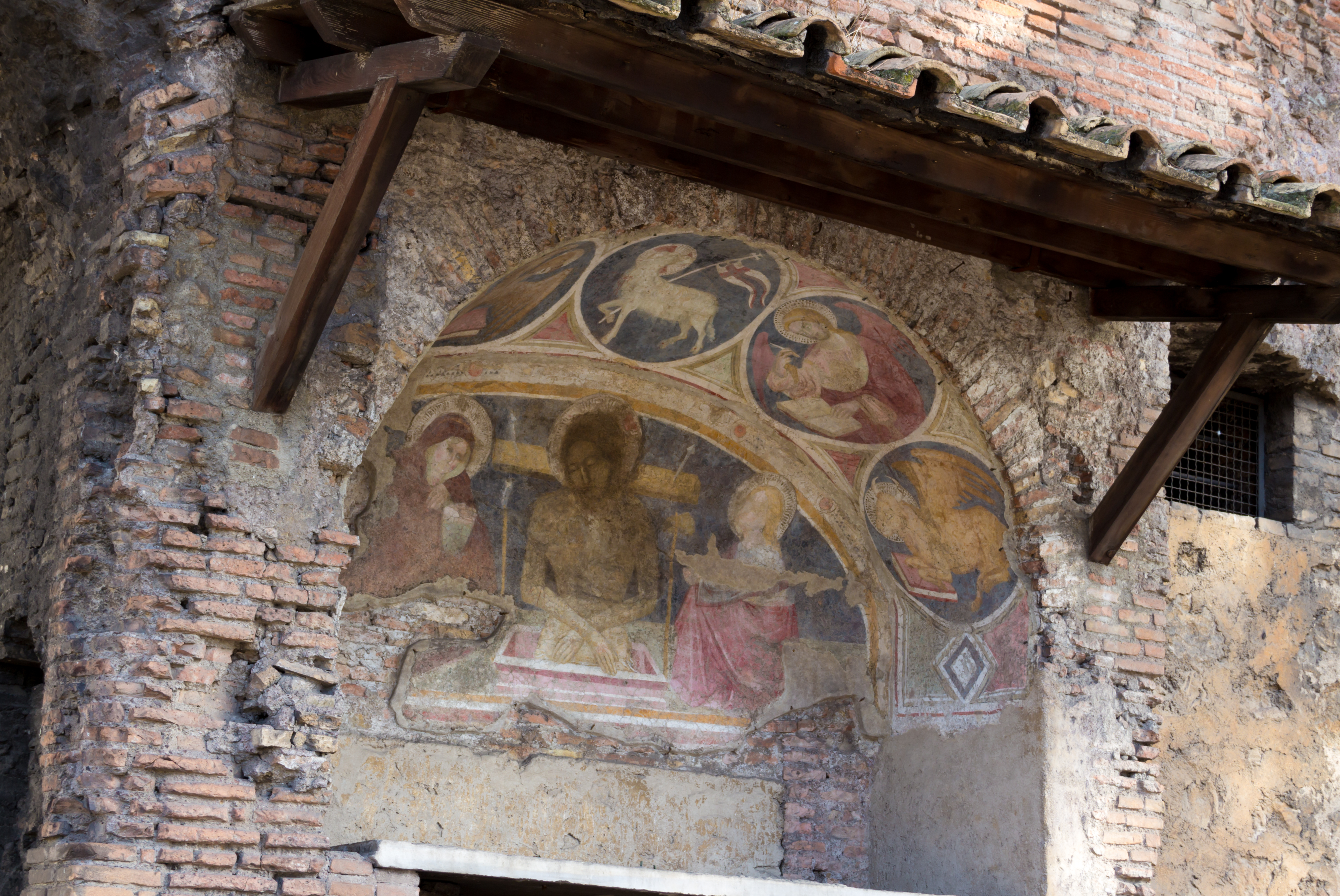
Detalhe do afresco na abside.
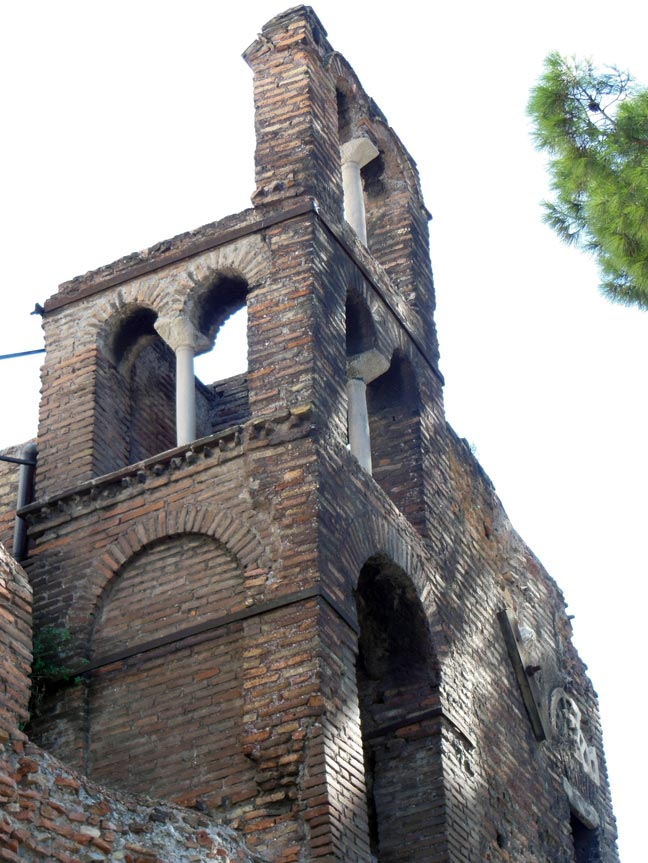
Ruína do antigo campanário.
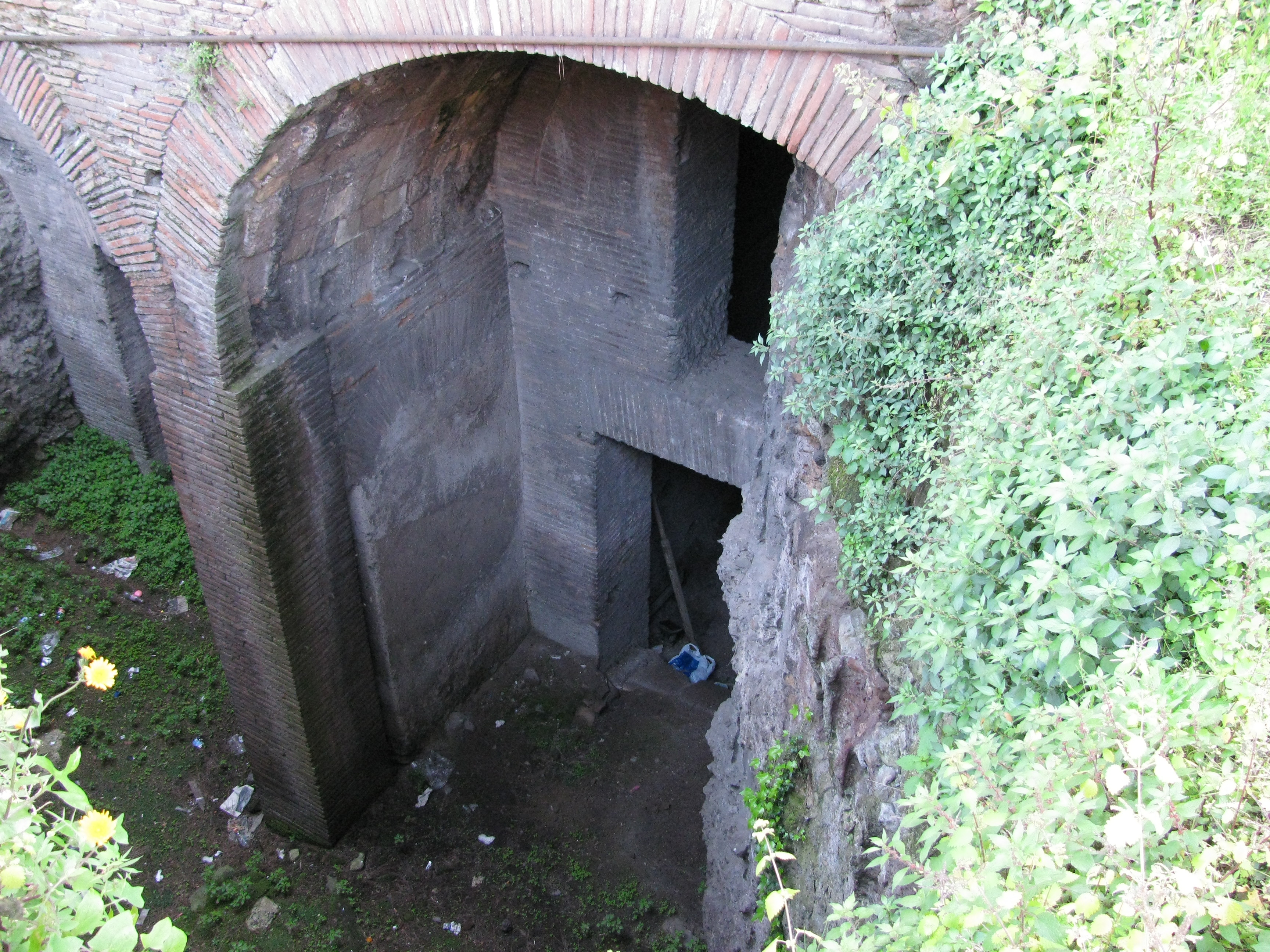
Arcadas nos andares inferiores.
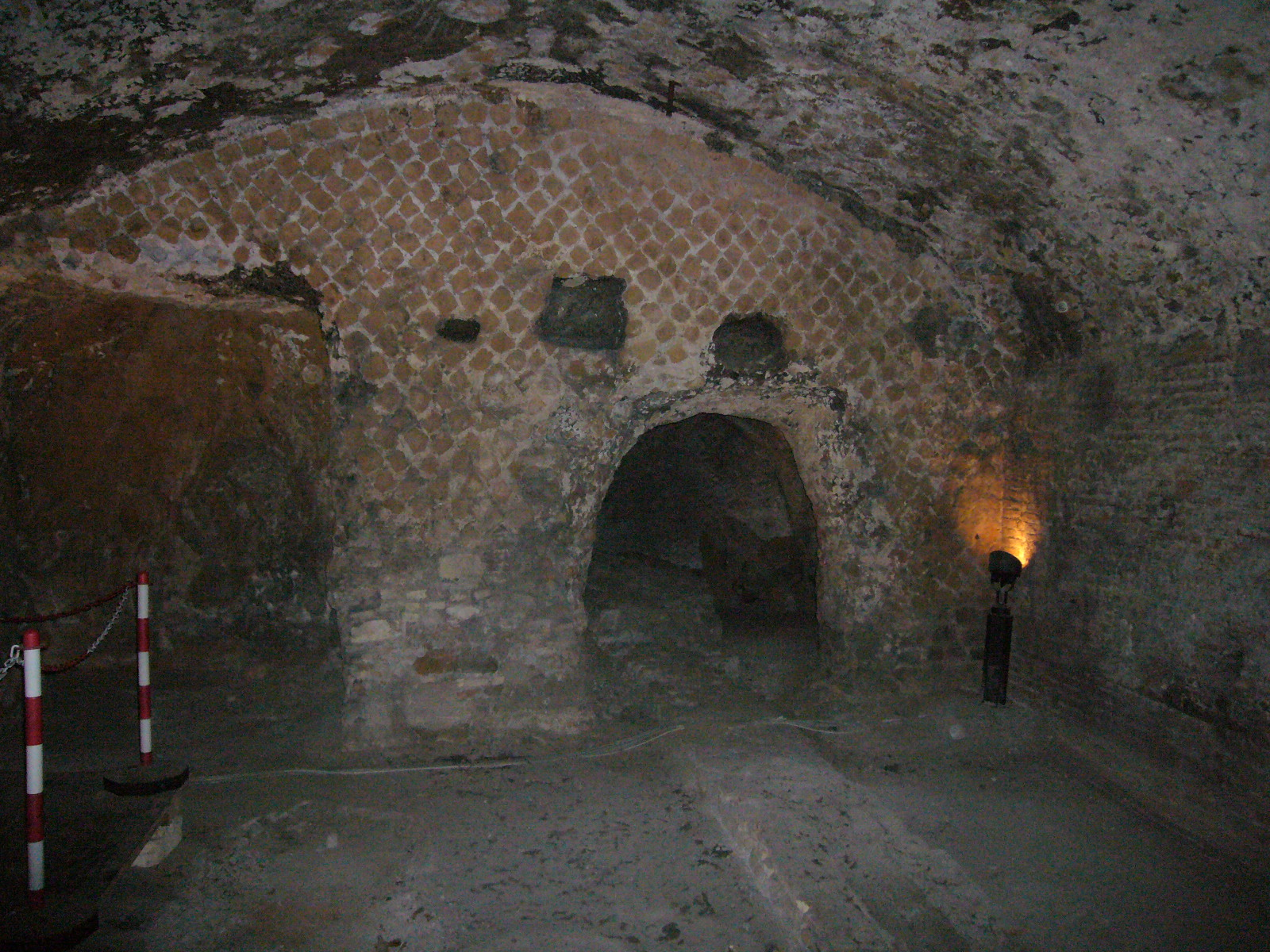
Interior.